# Brosl Hasslacher
Brosl Hasslacher (* 13. Mai 1941 in New York City; † 11. November 2005 in Española (New Mexico)) war ein US-amerikanischer Physiker, der sich mit Quantenfeldtheorie und Elementarteilchenphysik, Gravitationsphysik, Nanotechnologie und nichtlinearer Dynamik (Chaostheorie) beschäftigte.

## Leben
Hasslacher studierte an der Harvard University (Bachelor-Abschluss 1962) und wurde 1971 bei Daniel Z. Freedman und C. N. Yang an der State University of New York at Stony Brook promoviert. Danach war er an der University of Illinois, dem Caltech, dem Institute for Advanced Study, am CERN und am IHES, bevor er 1981 Gast-Wissenschaftler am Center of Nonlinear Studies des Los Alamos National Laboratory wurde, wo er mit Mitchell Feigenbaum zusammenarbeitete. Ab Oktober 1982 gehörte er dort fest zum Labor (Theorie-Abteilung) und 1994 gründete er dort das Institute of Physical Science. 2003 emeritierte er in Los Alamos.
1999 nahm er in Los Alamos eine Aus-Zeit, um mit vier anderen Wissenschaftlern die Molecular Electronics Corporation zu gründen und nach seinem Abschied aus dem Labor war er 2004 einer der Gründer von Nanostar Inc., einer Firma für Nanotechnologie. Mit dem Ingenieur Mark Tilden (Beam-Robotics, gekennzeichnet durch Verwendung von einfachen Analogcomputern statt digitalen Steuerungen) wandte er nichtlineare Dynamik in der Robotik an.
Hasslacher ist für seine Arbeiten in den 1970er Jahren mit Roger Dashen, André Neveu über Quantenfeldtheorien ausgedehnter Objekte als Modelle für Hadronen bekannt.
Er beschäftigte sich auch mit Quantengravitation (Spin-Netzwerke und Simulation mit Gittergasmodellen, Induzierte Gravitation u. a.).
1986 entwickelte er mit Uriel Frisch und Yves Pomeau ein Gittergas-Modell der Navier-Stokes-Gleichung in der Hydrodynamik (FHP-Modell).
Er war mit der Französin Marie Cazenave verheiratet und hatte zwei Söhne und eine Tochter.

## Schriften
- mit Yves Pomeau, Uriel Frisch: Lattice gas automata for the Navier Stokes equation, Physical Review Letters, Band 56, 1986, S. 1505